# Опасная профессия (фильм, 1996)
«Опасная профессия» (фр. Le plus beau métier du monde) — французский фильм 1996 года.
Трогательная драма о нелёгком труде учителя.

## Сюжет
У преуспевающего преподавателя истории Лорана Монье происходит развод с женой. Он устраивается в один из самых «жарких» колледжей парижского «дна». В итоге он оказывается втянутым в сложный мир отношений подростков с криминальными наклонностями, а тут ещё и личная жизнь запутывается…

## В ролях
- Жерар Депардьё — Лоран Монье
- Мишель Ларок — бывшая жена Лорана
- Ги Маршан — Готье
- Элоди Фонтан (снималась в возрасте 9 лет) — Фанни